# Gornji Matejevac
Gornji Matejevac (en serbe cyrillique : Горњи Матејевац) est une localité de Serbie située dans la municipalité de Pantelej et sur le territoire de la ville de Niš, district de Nišava. Au recensement de 2011, elle comptait 2 482 habitants.
Gornji Matejevac est officiellement classé parmi les villages de Serbie.

## Présentation
Sur la colline de Metoh, qui domine la localité, se trouve l'« église latine » qui date du XIe siècle. Au nord du village, sur un plateau situé au pied des collines de Beli Vrh et de Temeni Vrh, se trouve le Monastère Saint-Jean. Des archives turques mentionnent l'existence du village en 1498, mais les lieux étaient déjà désertés. L'église, consacrée à Saint Jean-Baptiste, remonte à la première moitié du XIe siècle ; elle a été décorée de fresques au début du XVIIe siècle. De cette époque date l'Imago Pietatis, une peinture murale représentant le Christ au tombeau. De nouvelles fresques ont été peintes en 1869, recouvrant partiellement la décoration originelle.

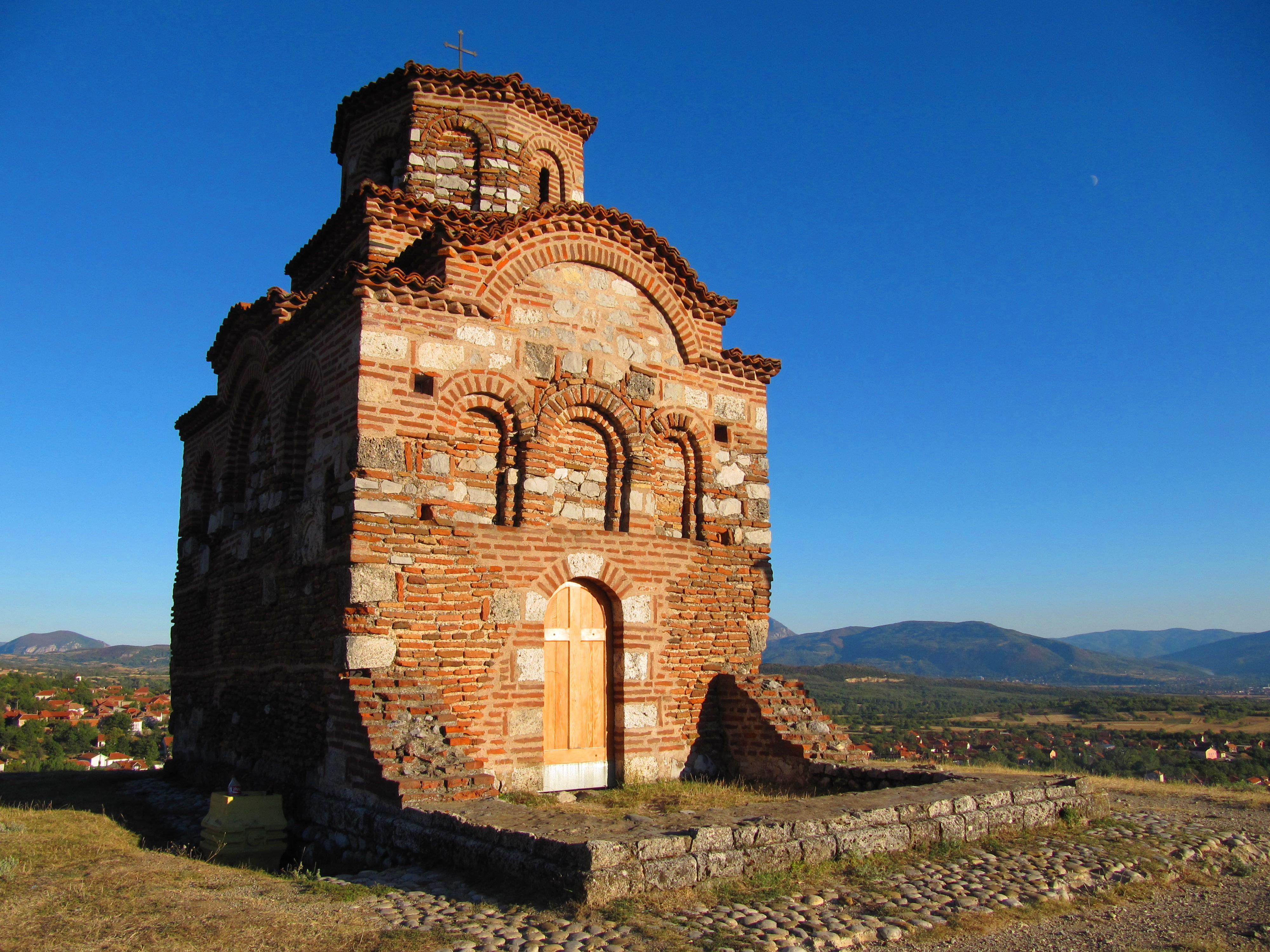
L'église latine

## Démographie

### Évolution historique de la population
| 1948  | 1953  | 1961  | 1971  | 1981  | 1991  | 2002  | 2011  |
| ----- | ----- | ----- | ----- | ----- | ----- | ----- | ----- |
| 4 058 | 4 171 | 4 146 | 3 140 | 3 101 | 2 924 | 2 647 | 2 482 |

|  |